# Malthodes debilis
Malthodes debilis är en skalbaggsart som beskrevs av Ernst Hellmuth von Kiesenwetter 1852. Malthodes debilis ingår i släktet Malthodes, och familjen flugbaggar. Arten har ej påträffats i Sverige.